# Das Mysterium des Apostels Paulus
Das Mysterium des Apostels Paulus (russisch: Мистерия апостола Павла, Misterija apostola Pawla) ist ein Opern-Oratorium in einem Akt und zehn Szenen des russischen Avantgarde-Komponisten Nikolai Karetnikow über die Missionstätigkeit und den Tod des Apostels Paulus in Rom während der Herrschaft des Kaisers Nero. Es entstand zwischen 1970 und 1987 nach einem Libretto nach den Paulusbriefen, dem Psalter und dem Buch des Propheten Zefanja, das der Komponist zusammen mit dem Dramatiker Semion Lungin unter der geistlichen Leitung des Priesters Alexander Men (1935–1990) schrieb. Das dodekaphon angelegte Werk „mit großem Rombrand-Szenarium und Nero-Wahnsinn“ blieb lange unaufgeführt. Erst am 4. August 1995 kam es in der Marktkirche in Hannover zur konzertanten Uraufführung unter Valery Gergiev. Die szenische Uraufführung fand am 14. April 2010 in einer Inszenierung von Alexej Stepanjuk im Konzertsaal des Mariinski-Theaters unter dem Dirigenten Pawel Petrenko statt.